# Habronattus hallani
Habronattus hallani är en spindelart som först beskrevs av David B. Richman 1973.  Habronattus hallani ingår i släktet Habronattus och familjen hoppspindlar. Inga underarter finns listade i Catalogue of Life.